# منتظر رحمان أكبر
منتظر رحمان أكبر (بالإنجليزية: Montazur Rahman Akbar)‏ هو مخرج أفلام وسيناريست ومنتج وناشط اجتماعي بنجلاديشي. اشتهر بأفلامه في دكا عاصمة بنجلاديش.

## وصلات خارجية
- منتظر رحمان أكبر على موقع IMDb (الإنجليزية)
- منتظر رحمان أكبر على موقع كينوبويسك (الروسية)